# Jérémie de Valachie
Jérémie de Valachie (Tzazo, 29 juin 1556 - Naples, 5 mars 1625) est un religieux capucin italien d'origine roumaine reconnu bienheureux par l'Église catholique. Sa fête est célébrée le 5 mars.

## Biographie
Né en Roumanie le 29 juin 1556, il rêve de se rendre en Italie, car pour lui, c'est là que se trouvent les meilleurs chrétiens. Ses parents le laissent partir quand il a 19 ans. Après un long séjour à Alba Iulia (Roumanie), il arrive à Bari alors qu'il a déjà 22 ans et se met au service d'un médecin mais constate qu'il ne trouve pas ce qu'il cherche et se résout à rentrer dans son pays, pourtant, alors qu'il se dirige vers le navire pour retourner chez lui, il rencontre un vieil homme qui le presse de rester en Italie et de se rendre à Naples.
Il arrive dans la cité parthénopéenne, alors sous couronne d'Aragon, lors du carême 1578. Il fait la rencontre des frères mineurs capucins et décide de postuler pour rejoindre l'ordre mais sa demande est rejetée à deux reprises par le ministre provincial, c'est seulement à sa troisième demande qu'il est accepté. Le 8 mai 1579, il est admis au noviciat des frères capucins de Naples où il reçoit le nom de Jérémie. Après avoir émis ses vœux religieux un an plus tard, il est nommé dans un certain nombre de couvents de la province entre 1579 et 1584.
En 1585, Jérémie est affecté à l'infirmerie du monastère de Sant'Eframo Nuovo (it) de Naples où il passe le reste de sa vie. Là, il s'occupe des frères malades de la communauté, ainsi que des pauvres et des malades de la ville. Il semble né pour cette tâche et un nombre croissant de personnes font appel à son extraordinaire compassion. Quand il n'est pas auprès des pauvres, il est dans les cellules et les chambres des malades, il soigne les lépreux, pour qui il confectionne une préparation à base de plantes pour couvrir la puanteur de leur chair en décomposition. Il s’occupe aussi des aliénés. Il collecte de la nourriture et des vêtements, et personne ne sait ce qu'il mange, car sa ration de pain et de légumes nourrit toujours quelqu'un d'autre. Il accompagne tout cela de longues prières, particulièrement le Pater noster et le Salve Regina. Des guérisons miraculeuses commencent à être associées à ses soins et à ses prières.
Le 14 août 1608, il confie à un frère avoir eu une vision de la sainte Vierge, c'est pourquoi l'iconographie le représente souvent accompagné d'une image de Marie. Il contracte une pleuropneumonie et en meurt le 5 mars 1625. Après sa mort, on lui change son habit à six reprises, car les fidèles en coupent des parties pour en faire des reliques. Le 14 octobre 1947, il est déclaré serviteur de Dieu par le pape Pie XII, reconnu vénérable par Jean XXIII le 18 décembre 1959 et béatifié par Jean-Paul II le 30 octobre 1983. Le corps de Jérémie se trouvait auparavant dans l'église de l'Immaculée Conception de Naples mais après la chute du communisme, les capucins de Naples ouvrent une maison en Roumanie dotée de nombreuses vocations ; les restes de Jérémie de Valachie reposent maintenant dans la chapelle de la ville roumaine d'Onesti.
Il est commémoré le 5 mars selon le Martyrologe romain.